# 遺品整理士
遺品整理士（いひんせいりし、英:該当無し）は、一般社団法人遺品整理士認定協会が、特許庁へ商標登録を行ったサービスの名称。遺品整理に関わる民間資格として考案された日本独自の民間資格である。

## 概要

### 職業としての概要
遺品整理士は、専門的な知識及び技術をもって、遺品整理を親族内で出来ない遺族に代わり、状況に応じて整理業務を行う者をいう。

### 資格概要と背景
死亡後の遺品整理について、健全な対応を行うことを目的として企画された。
協会が目指す遺品整理士の活動場所としては、家族（故人）の家、施設で亡くなった方部屋、孤立死された部屋などがあげられる。
また、死亡後の関連するさまざまな業界との相互連携についても必要となる。
こうした中、例えば、「孤立死」した人の遺族らに代わって遺品整理を行う業者が増え、ニースが拡大する反面、これに伴って依頼者との間で金銭や契約などをめぐるトラブルが相次いでいる。このような背景を受け、従来、遺品整理業を行っていた企業が、独自の利益と顧客の利益の相互を保護するため一般社団法人遺品整理士認定協会を設立し、トラブルに防止に向けた指針作りに乗り出した。
現在、一般社団法人遺品整理は、遺品整理業界からの初の国家資格創設を目指している。

### 資格者について
全国に遺品整理業に携わる人は30,000名以上と言われている。（2019年12月現在）
なお、アメリカ・ドイツ・マレーシア等でも遺品整理士に類する資格が認定され、多くの遺品整理士の活躍が始まっているという。

## 関連記事
- 「悪い遺品整理業者が親の家で堂々やること」-【プレジデント】2017年9月4日付
- 「遺品整理士　主婦も担い手」 - 【日本経済新聞】2018年8月17日付
- 「遺品整理士認定協会、国の認定資格化へ前進」-【リサイクル通信】2019年2月28日付